# Un uovo strapazzato
Un uovo strapazzato (An Egg Scramble) è un film del 1950 diretto da Robert McKimson. È un cortometraggio d'animazione della serie Merrie Melodies, uscito negli Stati Uniti il 27 maggio 1950. Segna la prima apparizione del personaggio di Miss Prissy.

## Trama
Miss Prissy, una gallina della fattoria di Porky Pig, non ha mai deposto un uovo in vita sua perché lo trova "imbarazzante". Una delle sue amiche galline decide di dipingere il nome di Prissy su un uovo e di metterlo nel suo nido. Prissy crede di averlo deposto lei e, quando Porky arriva per prenderlo per il camion del mercato, si rifiuta di darglielo. Porky riesce ad afferrare l'uovo e lo dà all'autista del camion. Prissy è così determinata a riavere "il suo uovo" che segue il camion fino in città. Trova l'uovo in casa di una donna, lo afferra e fugge. Convinta che la polizia la stia inseguendo, Prissy si nasconde in un edificio fatiscente che è anche il covo del criminale Faccia d'Angelo. L'edificio viene circondato dalla polizia che, con il gas lacrimogeno, fa uscire Faccia d'Angelo insieme a Prissy, che torna a casa con Porky. Le galline dicono a Porky che è stata una di loro a deporre l'uovo, non Prissy. Nonostante ciò, l'uovo si schiude dando vita a un pulcino che assomiglia a Prissy.

## Distribuzione

### Edizione italiana
La prima edizione italiana del film fu trasmessa direttamente in televisione negli anni ottanta. Il doppiaggio fu eseguito dalla Effe Elle Due e diretto da Franco Latini su dialoghi di Maria Pinto, i quali si discostano dagli originali in diverse occasioni (ad esempio, non si fa riferimento al motivo per cui Prissy non depone uova) e mantengono il nome originale per Faccia d'Angelo (Pretty Boy Bagel), mentre italianizzano quelli delle galline Agnes e Pauline in Agnese e Paolina. Nei primi anni 2000, sempre per la trasmissione televisiva, il corto fu ridoppiato dalla Time Out Cin.ca sotto la direzione di Tiziana Lattuca, autrice anche dei dialoghi. Non essendo stata registrata una colonna internazionale, in entrambi i casi fu sostituita la musica presente durante i dialoghi.

### Edizioni home video

#### VHS
America del Nord
- The Looney Tunes Video Show, #2 (novembre 1982)

Italia
- L'inimitabile Porky Pig (1996)

#### DVD
Il corto fu pubblicato in DVD-Video in America del Nord nel terzo disco della raccolta Looney Tunes Golden Collection: Volume 3 (intitolato Porky and the Pigs) distribuita il 25 ottobre 2005. In Italia fu invece inserito nel DVD Daffy Duck & Porky Pig: Volume 2 della collana Looney Tunes Collection, uscito il 18 maggio 2006. In Italia fu incluso anche nel DVD Il tuo simpatico amico Porky Pig, uscito il 2 dicembre 2009, mentre in America del Nord fu incluso anche nel secondo disco della raccolta DVD Looney Tunes Spotlight Collection Volume 8, uscita il 13 maggio 2014.